# Metal organic frameworks

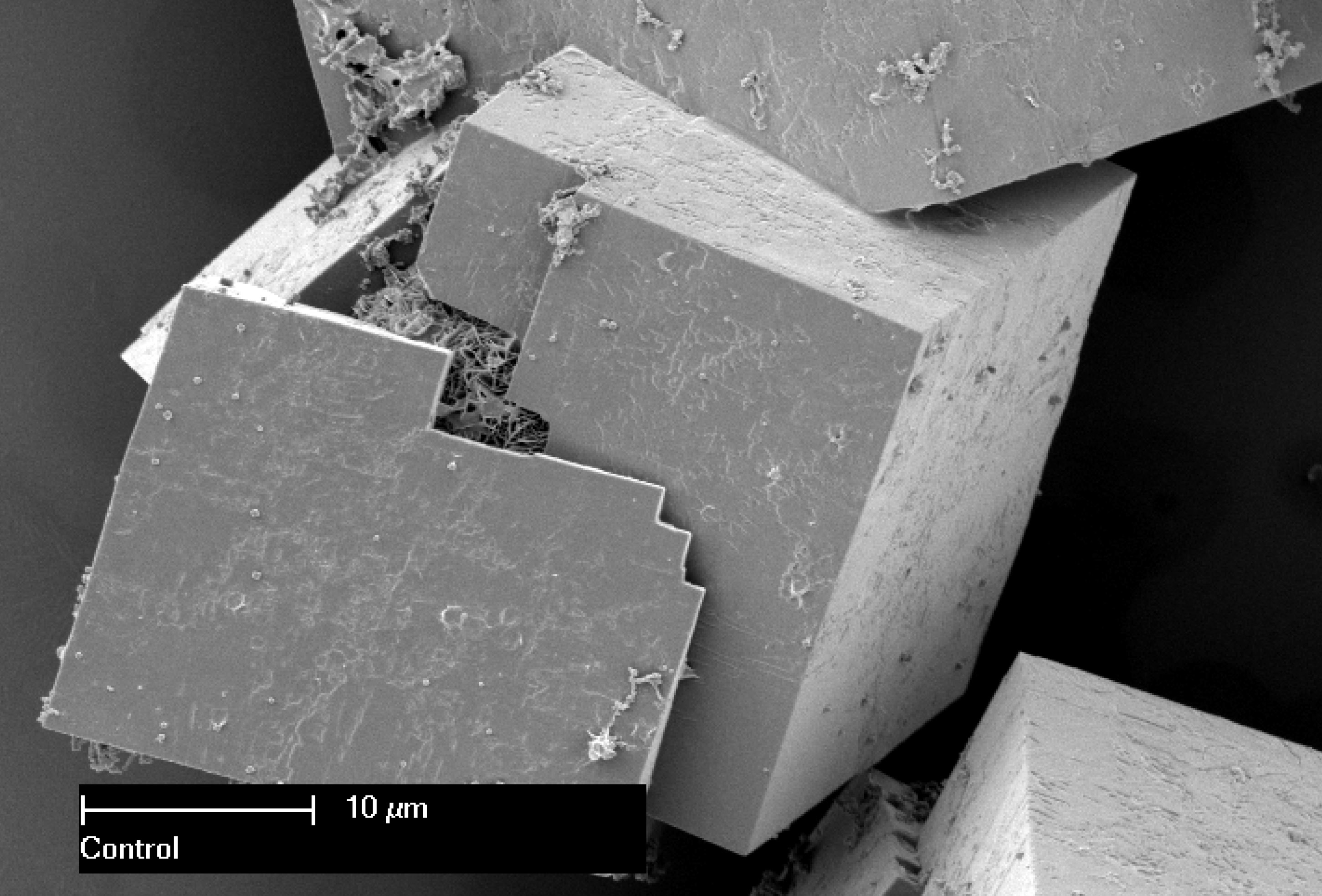
Immagine di un MOF al SEM

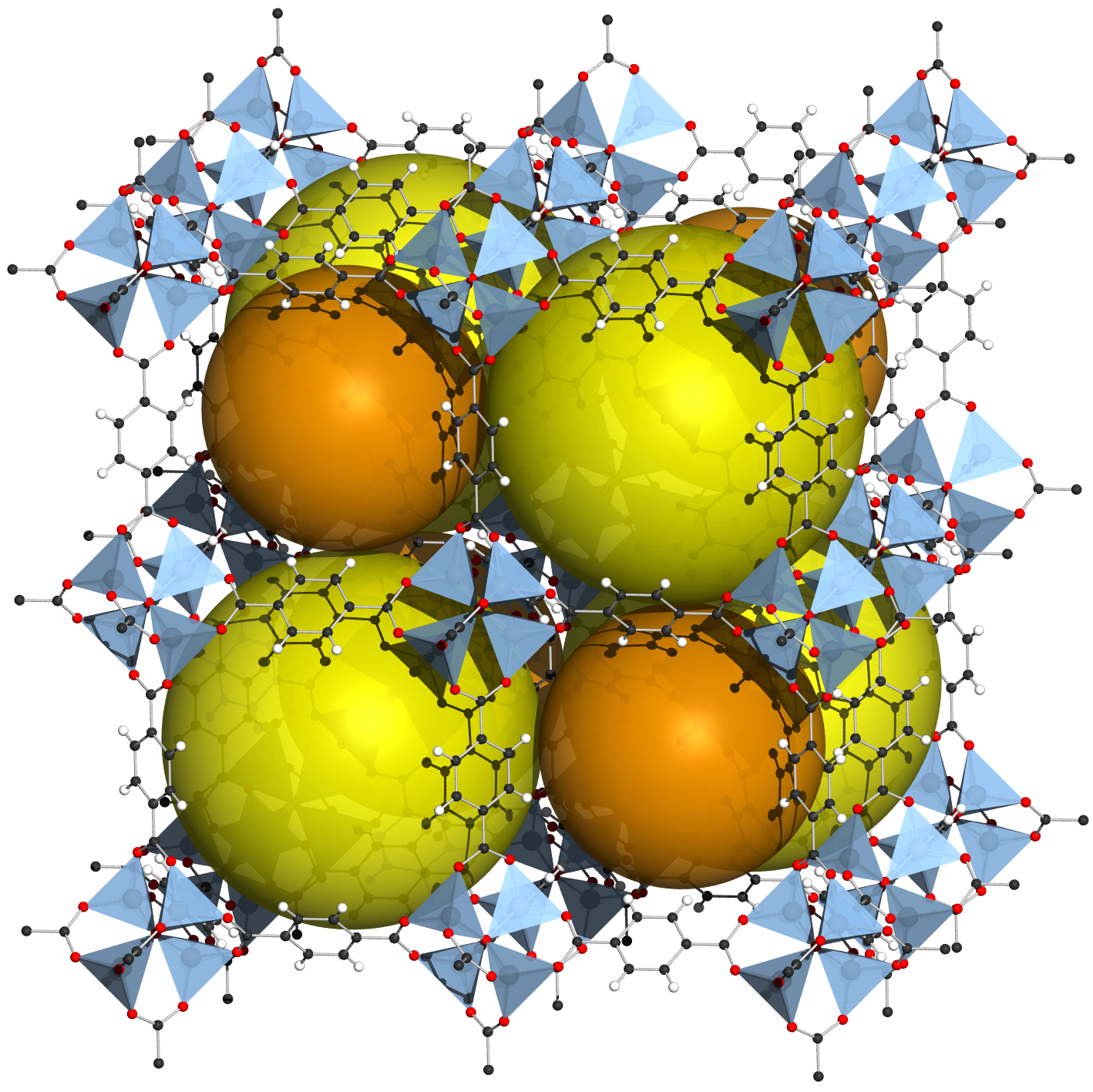
Struttura del composto Zn_{4}O(BDC)_{3} (noto come MOF-5), dove BDC^{2−}=1,4-benzenedicarbossilato. Le sfere colorate indicano gli spazi vuoti all'interno della struttura.

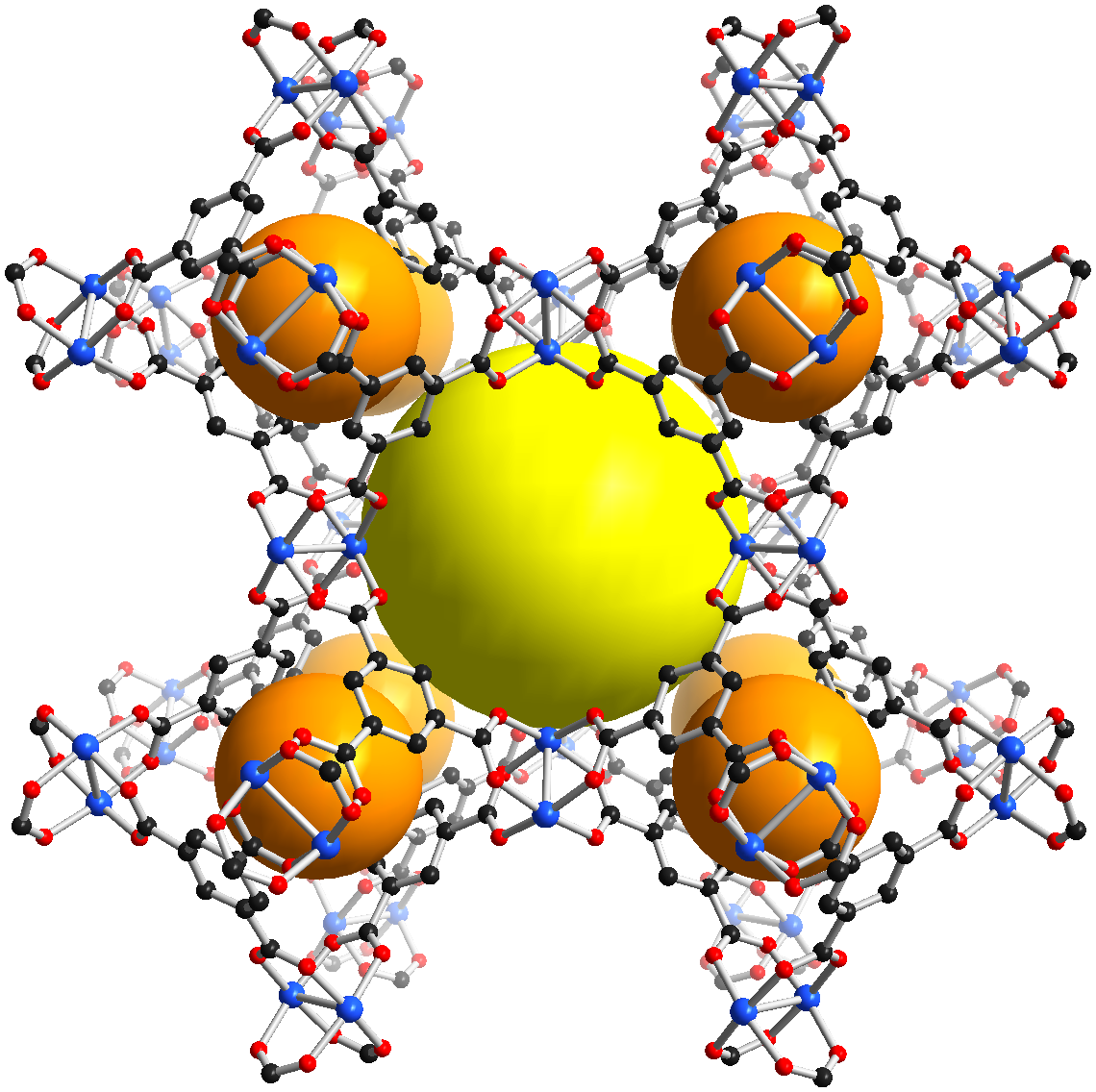
Struttura del composto Cu_{3}(TMA)_{2}(H_{2}O)_{3} (noto come HKUST-1), dove TMA=benzene-1,3,5-tricarbossilato. Le sfere colorate indicano gli spazi vuoti all'interno della struttura.

I metal organic frameworks (MOFs), termine traducibile con reticoli metallorganici o strutture metallorganiche, sono materiali cristallini costituiti da ioni o cluster metallici coordinati a leganti organici rigidi in modo da formare strutture mono-, bi- o tridimensionali con porosità molto elevata. Lo spazio vuoto all'interno del materiale può raggiungere il 90% del volume del materiale, con aree superficiali interne molto elevate, anche oltre i 6000 m²/g. I MOFs possono essere sintetizzati a partire da una gran varietà di componenti organici e inorganici, ottenendo strutture diversissime. Per queste caratteristiche i MOFs sono ritenuti composti molto interessanti dato che negli spazi vuoti all'interno della struttura si possono immagazzinare gas come idrogeno, metano e diossido di carbonio. Altri possibili campi di applicazione riguardano la purificazione e la separazione di gas, la catalisi e la sensoristica.
Da un punto di vista più formale, un MOF è definito dalla IUPAC come un reticolo di coordinazione con leganti organici, contenente spazi vuoti potenziali. A sua volta un reticolo di coordinazione è definito come (a) un composto di coordinazione che si estende in una dimensione utilizzando unità di coordinazione che si ripetono, ma con reticolazioni tra due o più catene, cicli o legami spiro individuali, oppure come (b) un composto di coordinazione che si estende in due o tre dimensioni con unità di coordinazione che si ripetono.

## Sintesi
Il primo a sintetizzare questi nuovi materiali fu Omar Yaghi all'Università della California, Los Angeles alla fine degli anni novanta. La metodologia di sintesi dei MOFs si è sviluppata a partire dalle conoscenze sulle zeoliti. I MOFs sono stati inizialmente sintetizzati con metodi di tipo idrotermico, dove i cristalli si accrescono lentamente in una soluzione mantenuta ad alta temperatura. In seguito i MOFs sono stati ottenuti anche con altri metodi sintetici, utilizzando ad esempio microonde, ultrasuoni, o metodi elettrochimici. La struttura così ottenuta può essere ulteriormente modificata anche in seguito (modificazioni postsintetiche).
La Tabella 1 esemplifica alcuni leganti organici impiegati nella sintesi dei MOFs. I leganti più comuni appartengono alla classe dei carbossilati, ma sono stati usati anche azoli e fosfonati.
| Nome comune       | Nome IUPAC                        | Formula chimica  | Formula di struttura |
| ----------------- | --------------------------------- | ---------------- | -------------------- |
| Acido ossalico    | acido etandioico                  | HOOC-COOH        |                      |
| Acido succinico   | acido 1,4-butandioico             | HOOC-(CH2)2-COOH |                      |
| Acido tereftalico | acido 1,4-benzendicarbossilico    | C6H4(COOH)2      |                      |
| Acido trimesico   | acido 1,3,5-benzentricarbossilico | C9H6O6           |                      |
| 1,2,3-triazolo    | 1H-1,2,3-triazolo                 | C2H3N3           |                      |